# هیلیس
هیلیس (به ارمنی: Հիլիս) یک منطقهٔ مسکونی در جمهوری آرتساخ است که در استان آسکران واقع شده‌است. هیلیس ۱۷۲ نفر جمعیت دارد.